# Pep Guardiola
Josep (Pep) Guardiola i Sala (Santpedor, 18 januari 1971) is een Spaans voormalig voetballer en huidig voetbaltrainer van Manchester City. Hij wordt algemeen beschouwd als een van de beste voetbaltrainers ooit.
Het grootste deel van zijn spelerscarrière bracht hij door bij FC Barcelona, waar hij in 1990 doorstroomde vanuit de jeugdopleiding. Tussen 2007 en 2012 was Guardiola vervolgens trainer bij de club; eerst van het tweede elftal en vanaf 2008 van het eerste elftal. Met veertien prijzen werd hij de meest succesvolle hoofdtrainer in de clubgeschiedenis en won hij alle mogelijke trofeeën die er te behalen waren.
In 2008/09 won Guardiola de UEFA Champions League met FC Barcelona, waarmee hij de zesde speler in de geschiedenis werd die zowel als speler als trainer de Europacup I/UEFA Champions League wist te winnen. Hij volgde daarmee in de voetsporen van Miguel Muñoz, Giovanni Trapattoni, Johan Cruijff, Carlo Ancelotti en Frank Rijkaard. Als trainer won Guardiola de UEFA Champions League drie keer: twee keer met FC Barcelona en een keer met Manchester City. Daarnaast veroverde hij vier keer de UEFA Super Cup als trainer van FC Barcelona, Bayern München en Manchester City. Ook won hij vier keer de FIFA Club World Cup met deze clubs, waarmee hij recordhouder is.

## Jeugd
Guardiola werd geboren op 18 januari 1971 in de Clínica de Sant Josep in Spanje. Hij groeide samen met zijn ouders Valentí en Dolors en zijn twee zussen Francesca en Olga en jongere broer Pere op in het Catalaanse plaatsje Santpedor. Na het voortgezet onderwijs studeerde Guardiola rechten aan de Universiteit van Barcelona. Zijn universitaire studie en zijn loopbaan bij FC Barcelona gingen echter moeilijk samen en wegens tijdgebrek beëindigde hij zijn studie al na een jaar. Hij geldt als een intelligent persoon en Guardiola is een liefhebber van film en theater. Guardiola houdt van Catalaanse poëzie, de protestliederen van Lluís Llach i Grande in het bijzonder en af en toe doet hij ook aan ijshockey in zijn vrije tijd. Bovendien fungeerde hij als model in enkele shows van de vooraanstaande Catalaanse modeontwerper Antoni Miró. Guardiola ontving op 23 december 2002 de Premi Bages de Cultura, toegekend door de Associació Òmnium Cultural in Manresa voor zijn inzet voor de Catalaanse identiteit en cultuur. In 2011 werd hij ook door het Catalaanse Parlement geëerd door het uitreiken van de Medalla d'Honor del Parlament de Catalunya. Hij is bovendien een groot fan van Coldplay, een band waarvan hij in zijn loopbaan als trainer muziek gebruikte ter motivatie van zijn spelers. Guardiola is getrouwd met Cristina Serra, die hij ontmoette in een kledingwinkel toen hij 18 jaar oud was, en ze hebben drie kinderen, María (2000), Màrius (2003) en Valentina (2008). In 2001 bracht Guardiola in samenwerking met Miquel Rico en Luís Martín zijn biografie La meva gent, el meu futbol uit. Naast voetbal geldt ook golf als een favoriete sport van Guardiola.

## Clubcarrière

### Beginjaren
Guardiola begon met voetballen op de straat: "Dat ik in een dorp ben geboren en de hele tijd op straat kon spelen, had zeker voordelen. Tegen de muur van een huis in een dorp kun je gemakkelijker oefenen dan in het centrum van de stad, waar op straat geen plaats is om te voetballen. Ik weet niet wanneer ik met voetballen begon, volgens mij heb ik zo lang als ik me kan herinneren altijd een bal bij me gehad. Iedereen die mij als kind kende, zag mij altijd met een bal". Hij begon als clubvoetballer bij de lokale club Gimnàstic de Manresa, dat alleen jeugdelftallen had. Bij deze club werd Guardiola opgemerkt door Oriol Tort, een van de belangrijkste scouts van FC Barcelona in de jaren tachtig en negentig die ook onder meer Sergi Barjuán, Albert Ferrer, Carles Busquets en Guillermo Amor in dezelfde periode en Andrés Iniesta jaren later ontdekte.

### FC Barcelona

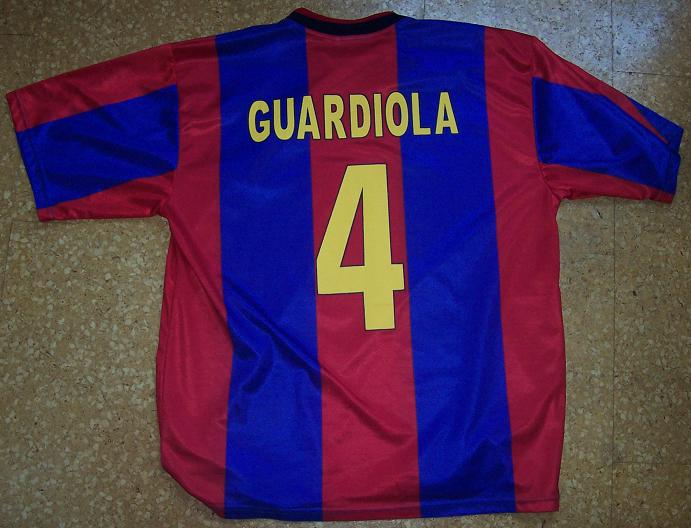
FC Barcelona-tenue van Josep Guardiola

#### Jeugdspeler
Guardiola werd op 28 juni 1984 lid van FC Barcelona. Op 13 september 1984 nam hij intrek in La Masía, het centrale gebouw van de cantera, de befaamde jeugdopleiding van FC Barcelona, en samen met zijn vader, moeder en jongere broer Pere kwam Guardiola die dag aan bij de club. Hij doorliep vervolgens de verschillende elftallen in de cantera. In 1986 kreeg Guardiola voor het eerst de aandacht van het grote publiek, toen hij als ballenjongen in Camp Nou vanaf de zijlijn het veld in rende en Àngel Alonso in de armen sprong nadat het team onder leiding van trainer Terry Venables zich had geplaatst voor de finale van de Europacup I. Eveneens in 1986 werd Guardiola, destijds spelend in het Infantil-team, verkozen tot beste speler van het Torneo Veraniego del Sant Gabriel. Uit handen van Jordi Pujol i Soley, president van de Generalitat de Catalunya, ontving hij de bijbehorende prijs, maar in plaats van blij te zijn, huilde Guardiola aangezien hij in de voorafgaande finale een beslissende strafschop had gemist. In 1989 haalde de middenvelder met de Juvenil A, het hoogste jeugdelftal van de club, de finale van de Copa del Rey Juvenil. Deze werd echter verloren van Real Betis.

#### Johan Cruijff
Het was Johan Cruijff die een belangrijke rol speelde in de start van de profloopbaan van Guardiola. De Nederlandse coach zag in de middenvelder de centrale figuur voor zijn te formeren kampioenselftal. Bovendien durfde Cruijff het aan om spelers al op jonge leeftijd te laten debuteren in het eerste elftal, iets wat in Spanje destijds nog hoogst ongebruikelijk was. Guillermo Amor, Guardiola en Albert Ferrer waren de eerste jongelingen die onder Cruijff zouden doorbreken in het eerste elftal van FC Barcelona. Op 16 december 1990 maakte Guardiola op 19-jarige leeftijd tegen Cádiz CF in de Primera División zijn debuut in het eerste elftal. Destijds droeg hij rugnummer tien, maar uiteindelijk zou nummer vier het karakteristieke rugnummer van Guardiola worden. Guardiola over Cruijff:

Johan heeft me het voetbal leren begrijpen. Het gaat niet alleen om het te spelen, maar ook om het begrip van de dingen die in de wedstrijd gebeuren. Cruijff heeft mij niet uitgevonden, hij zette zijn geld op mij, wees mij aan en zei “jou moet ik hebben”. Ik ben het ermee eens dat de omstandigheden in mijn voordeel waren. Er zat een gat in het elftal en dat moest worden opgevuld (Koeman was geblesseerd, Guillermo Amor geschorst en Luis Milla vertrok naar Real Madrid), maar Cruijff had ook vertrouwen in mij en hij gaf me de kans. Ik denk dat er veel mensen met talent zijn die het niet halen, gewoon omdat ze geen kans krijgen. Ik heb het aan Cruijff te danken.

In zijn eerste seizoen in het eerste elftal was de invloed van Guardiola nog beperkt. Met vier competitiewedstrijden had hij echter toch enig aandeel in de behaalde Spaanse landstitel.

#### HetDream Team

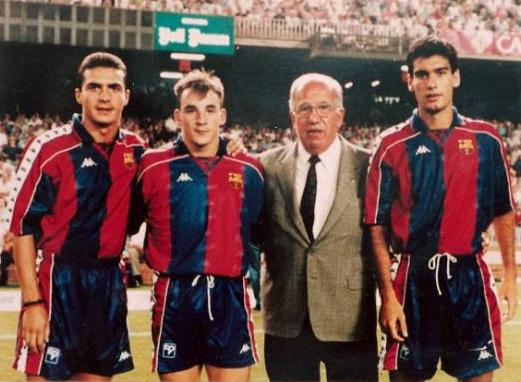
Een foto uit 1992 met daarop Guillermo Amor, Albert Ferrer, Josep Mussons en Josep Guardiola.

Vanaf het seizoen 1991/1992 was Guardiola een belangrijke schakel in het zogeheten Dream Team van Johan Cruijff. Hij verzorgde de snelle balcirculatie van achteruit, de basis voor het aanvalsspel van het team. Met zijn passing was Guardiola de dirigent van het elftal en vormde hij de verbinding tussen de verdediging en de aanval. Zijn rol binnen het elftal werd omschreven als de jugador organizador. Guardiola was de eerste in de reeks van jugadors organizadores die door FC Barcelona zouden worden opgeleid. Spelers als Xavi Hernández, Gerard López, Mikel Arteta, Andrés Iniesta, Cesc Fàbregas en Marc Crosas traden later in zijn voetsporen. Van de kwaliteiten van Iniesta was Guardiola overigens al in een vroeg stadium overtuigd. Op de dag dat Iniesta in februari 2001 voor het eerst met de eerste selectie van FC Barcelona meetrainde, merkte Guardiola op tegen de spelersgroep "Vergeet deze dag niet, Andrés Iniesta traint met jullie mee" en tegen Xavi Hernández "Dit jochie gaat ons beiden met pensioen sturen!". Ook van Fàbregas was Guardiola al in een vroeg stadium overtuigd door hem in 2001 een gesigneerd tenue van FC Barcelona te geven met het opschrift "voor de toekomstige nummer vier van Barça".
Het jaar 1992 werd een topjaar voor Guardiola. Het eerste hoogtepunt was de winst van de Europacup I, toen na verlenging UC Sampdoria werd verslagen op het legendarische Wembley, gevolgd door de prolongatie van de Spaanse landstitel. Tijdens de viering van de Europacup-winst liet Guardiola zich voor het eerst gelden als spreker in het openbaar. Hij parafraseerde de historische woorden van de Catalaanse president Josep Tarradellas, toen die na de dood van dictator Francisco Franco terugkeerde van zijn ballingschap ("Ciutadans de Catalunya, ja soc aquí! – Burgers van Catalonië, hier ben ik!") door "Ciutadans de Catalunya, ja la tenim aquí! (Burgers van Catalonië, hier hebben wij hem!)" uit te roepen. Verder ontving Guardiola in 1992 de Trofeo Bravo voor beste Europese voetballer van 21 jaar of jonger, toegekend door het Italiaanse Guerin Sportivo. Goud op de Olympische Spelen en zijn debuut in het Spaans nationaal team volgden later in 1992. Het jaar eindigde enigszins in mineur toen FC Barcelona de wedstrijd om de Intercontinental Cup verloor van São Paulo. Op 24 maart 1993 scoorde Guardiola met een afstandsschot in de bekerwedstrijd tegen Real Valladolid zijn eerste doelpunt in het eerste elftal. Het Dream Team met Guardiola won ook in 1993 en 1994 het landskampioenschap. De verloren UEFA Champions League-finale tegen AC Milan (0-4) markeerde echter het einde van het succesteam. "Wij dachten allemaal dat we tegen een zootje ongeregeld zouden spelen, maar ze gaven ons een pak rammel. AC Milan was zóveel beter dat ik hoopte dat de wedstrijd snel afgelopen zou zijn", lichtte Guardiola deze finale toe.

#### 1996–2000
Verschillende spelers en uiteindelijk ook Cruijff vertrokken, maar Guardiola bleef ook onder de nieuwe trainer Bobby Robson een vaste waarde. Met de Engelsman als coach won hij in 1997 de Copa del Rey en de Europacup II. In de bekerfinale werd gewonnen van Real Betis, in de Europese finale werd Paris Saint-Germain verslagen. Tijdens de viering van de gewonnen Europacup II op het Plaça de Sant Jaume in Barcelona probeerde Guardiola zonder succes de "Zigger Zagger Song", populair in het Britse voetbal, te introduceren. "A veure qui es sap aquesta! Ziga Zaga, Ziga Zaga! No us la sabeu?" ("Kijken of jullie deze kennen! Zigzag, zigzag! Jullie kennen het niet?"). De fans en zijn medespelers waren volledig onbekend met deze kreet en het sloeg dan ook niet aan. Tijdens de viering van de Copa del Rey enige tijd later verwees Guardiola toen hij het woord kreeg nog even naar dit incident met "Avui no faré el ridícul que vaig fer l’altra vegada." ("Vandaag zal ik me niet zo belachelijk maken als ik de vorige keer deed"). Aan het einde van het seizoen 1996/97 leek er een einde te komen aan de periode van Guardiola bij FC Barcelona. AC Parma had serieuze interesse en het voorcontract was al getekend. Uiteindelijk overtuigde voorzitter Josep Lluís Núñez Guardiola er met een contractsverbetering van te blijven bij FC Barcelona. Louis van Gaal werd aangesteld als nieuwe trainer en in 1997 werd Guardiola na het vertrek van José Bakero en de Roemeen Gheorghe Popescu benoemd tot aanvoerder van FC Barcelona. Het seizoen 1997/98, waarin hij een vijfde landstitel won, ging uiteindelijk vrijwel geheel aan Guardiola voorbij door een zware enkelblessure. In het seizoen 1998/99 won hij met Barça zijn zesde landstitel, waarmee Guardiola het record van de legendarische doelman Antoni Ramallets evenaarde. Hoewel Guardiola het niet altijd eens was met Van Gaal, bleef hij de Nederlandse coach tot diens vertrek in juni 2000 altijd publiekelijk steunen.

#### Laatste seizoen
Op 30 augustus 2000 liep Guardiola tijdens een training in Valencia met het nationaal elftal een scheur op in zijn linkerenkelband. Een operatie was noodzakelijk en begin december 2000 maakte hij in de competitiewedstrijd tegen Celta de Vigo zijn rentree bij FC Barcelona. Op 18 december 2000 vierde Guardiola in de competitiewedstrijd tegen Rayo Vallecano zijn tienjarig jubileum als speler van het eerste elftal van FC Barcelona. Op 11 april 2001 maakte Guardiola op een emotionele persconferentie bekend dat hij besloten had zijn aflopende contract niet te verlengen, wat dus inhield dat de Catalaan na vele jaren zou vertrekken bij FC Barcelona. Hij lichtte zijn besluit toe met de woorden "Ik ben hier gekomen zonder een cent en ik ga weg als een vader. Ik ben er trots op dat ik hier groot ben geworden, maar ik wil een nieuwe competitie, nieuwe culturen, nieuwe ploeggenoten en nieuwe tegenstanders leren kennen. Dat heeft de doorslag gegeven in mijn overwegingen." Op 26 juni 2001 speelde Guardiola in het bekerduel tegen Celta de Vigo zijn laatste wedstrijd voor de blaugranas. Hij verliet het veld van Camp Nou onder luid applaus, gedragen door zijn medespelers.
Guardiola is recordhouder wat betreft het aantal rode kaarten in de Primera División van een speler van FC Barcelona. Achtmaal werd hij voortijdig naar de kant gestuurd, nooit voor gevaarlijk spel of een harde overtreding, maar steeds voor protesteren. Guardiola blijft met dit aantal Christo Stoitsjkov, Thiago Motta (beiden zeven), Ronald Koeman en Miguel Ángel Nadal (beiden zes) voor wat betreft rode kaarten. Daarnaast kreeg hij het seizoen 1998/99 rood in de Champions League-wedstrijd tegen Brøndby IF.

### Clubstatistieken
| competitie/toernooi             | wedstrijden | goals |
| ------------------------------- | ----------- | ----- |
| Primera División                | 263         | 6     |
| Copa del Rey                    | 35          | 1     |
| Supercopa                       | 14          | 0     |
| Europa Cup I / Champions League | 43          | 1     |
| Europacup II                    | 7           | 1     |
| UEFA Cup                        | 14          | 1     |
| UEFA Super Cup                  | 2           | 0     |
| Intercontinental Cup            | 1           | 0     |

### Italië
Kort nadat Guardiola zijn vertrek bij FC Barcelona bekend had gemaakt werden Newcastle United FC, AC Milan en AC Parma genoemd als geïnteresseerde clubs. Een snelle transfer bleef uiteindelijk echter uit en pas in september vond Guardiola in het Italiaanse Brescia Calcio zijn nieuwe club. Op 26 september 2001 tekende hij een contract voor één seizoen bij Brescia. De middenvelder werd in oktober 2001 benoemd tot aanvoerder van het team, toen eerste aanvoerder en vedette Roberto Baggio geblesseerd raakte aan zijn knie.
Op 22 november maakte het Italiaans Olympisch Comité CONI bekend dat bij Guardiola na afloop van het competitieduel tegen Piacenza Calcio op 21 oktober tijdens de dopingcontrole een te hoge spiegel van nandrolon in de urine was gevonden. Na afloop van het competitieduel tegen SS Lazio op 4 november werd hij wederom positief bevonden. Guardiola ontkende bewust nandrolongebruik en gaf vervuilde voedingssupplementen als mogelijke verklaring op. Desondanks werd hij geschorst voor vier maanden. In dezelfde periode werden in Italië ook andere topvoetballers zoals Jaap Stam, Edgar Davids en Fernando Couto positief bevonden op nandrolon. Allen ontkenden en er werden dan ook kanttekeningen geplaatst bij de dopingtesten van de CONI. Op 23 oktober 2007 werd Guardiola na hoger beroep alsnog vrijgesproken voor het gebruik van doping. Pas in september 2009 werd hij, na inbreng van nieuw bewijs, definitief vrijgesproken van de dopingzaak. Eind maart 2002 maakte Guardiola zijn rentree bij Brescia. Hoewel hij bij Brescia veel wedstrijden had moeten missen door zijn schorsing, wist de Catalaan wel de belangstelling te wekken van AS Roma, dat hem begin juli 2002 contracteerde. Bij de Romeinse club kende Guardiola een weinig succesvolle periode en hij zat vaak op de bank. In januari 2003 keerde hij daarom terug naar Brescia op verzoek van Roberto Baggio, na slechts vier competitieduels bij Roma te hebben gespeeld.

### Qatar
In de zomer van 2003 keerde Josep Guardiola terug naar Barcelona. Tijdens de verkiezingen voor president van FC Barcelona dat jaar, maakte hij deel uit van de groep rond reclamemagnaat Lluís Bassat. Guardiola was de beoogde sportief directeur van Bassat. Toen advocaat Joan Laporta de presidentsverkiezingen won, tekende Guardiola een contract bij Al-Ahli in Qatar. Hij zou er twee seizoenen blijven. De middenvelder werd al snel benoemd tot aanvoerder en hij werd verkozen tot beste speler in de Qatari League in het seizoen 2003/04, ondanks de aanwezigheid van andere sterspelers als Gabriel Batistuta. In zijn laatste jaar behaalde Guardiola met Al-Ahli de achtste plaats in de competitie. De Catalaan scoorde vijf goals in de competitie, waarvan twee penalty's. Daarnaast was de middenvelder ook trefzeker in de Arabische Champions League en de Emir of Qatar Cup. In beide toernooien trof Guardiola eenmaal doel.

### Mexico
Na zijn vertrek uit Qatar in augustus 2005, hoopte Josep Guardiola zijn carrière voort te zetten in Engeland, maar onderhandelingen met Manchester City FC en Wigan Athletic FC liepen uiteindelijk op niets uit. In december 2005 tekende hij een contract voor een half jaar bij het Mexicaanse Dorados de Sinaloa. Bij deze club was de Spanjaard Juan Manuel Lillo, een goede vriend van Guardiola, destijds de hoofdtrainer. Guardiola nam met Dorados deel aan de Clausura van 2006. Zijn Mexicaanse avontuur eindigde uiteindelijk met degradatie. Dorados eindigde in de Clausura 2006 weliswaar op een achtste plaats, maar aangezien in Mexico de prestaties over de laatste vier seizoenen bepalend zijn voor degradatie, zakte de club toch af naar de Liga de Ascenso. Guardiola speelde tien wedstrijden voor Dorados in de Mexicaanse competitie en hij scoorde zijn enige doelpunt tegen Jaguares de Chiapas. In augustus 2006 kreeg Guardiola nog een aanbieding om bij het Argentijnse CA Banfield te spelen, maar de middenvelder sloeg deze aanbieding af en besloot enkele maanden later, in november 2006, definitief te stoppen als profvoetballer.

## Clubstatistieken
| Seizoen | Club               | Competitie       | Wed. | Goals |
| ------- | ------------------ | ---------------- | ---- | ----- |
| 1990/91 | FC Barcelona       | Primera División | 4    | 0     |
| 1991/92 | FC Barcelona       | Primera División | 26   | 0     |
| 1992/93 | FC Barcelona       | Primera División | 28   | 0     |
| 1993/94 | FC Barcelona       | Primera División | 34   | 0     |
| 1994/95 | FC Barcelona       | Primera División | 24   | 2     |
| 1995/96 | FC Barcelona       | Primera División | 31   | 1     |
| 1996/97 | FC Barcelona       | Primera División | 38   | 0     |
| 1997/98 | FC Barcelona       | Primera División | 6    | 0     |
| 1998/99 | FC Barcelona       | Primera División | 22   | 1     |
| 1999/00 | FC Barcelona       | Primera División | 25   | 0     |
| 2000/01 | FC Barcelona       | Primera División | 24   | 2     |
| 2001/02 | Brescia Calcio     | Serie A          | 11   | 2     |
| 2002/03 | AS Roma            | Serie A          | 4    | 0     |
| 2002/03 | Brescia Calcio     | Serie A          | 13   | 1     |
| 2003/04 | Al-Ahli            | Qatari League    | 18   | 2     |
| 2004/05 | Al-Ahli            | Qatari League    | 18   | 5     |
| 2005/06 | Dorados de Sinaloa | Primera División | 10   | 1     |
| Totaal  | Totaal             | Totaal           | 336  | 17    |

## Interlandcarrière

### Olympisch elftal
In 1992 nam Guardiola met het Spaans olympisch elftal deel aan de Olympische Spelen van Barcelona. Hij was in alle wedstrijden basisspeler en in de openingswedstrijd tegen Colombia maakte de middenvelder een doelpunt. Uiteindelijk won Guardiola met Spanje de gouden medaille door in de finale met 3-2 te winnen van Polen.
| datum           | tegenstander | bijzonderheid   |
| --------------- | ------------ | --------------- |
| 24 juli 1992    | Colombia     | basis; doelpunt |
| 27 juli 1992    | Egypte       | basis           |
| 29 juli 1992    | Qatar        | basis           |
| 1 augustus 1992 | Italië       | basis           |
| 5 augustus 1992 | Ghana        | basis           |
| 8 augustus 1992 | Polen        | basis           |

### Spaans nationaal elftal
Guardiola speelde tevens 47 interlands voor het Spaans nationaal team, waarin hij vijf doelpunten maakte. De middenvelder debuteerde op 14 oktober 1992 tegen Noord-Ierland. Guardiola kwam als invaller voor Claudio Barragán in het veld. In zijn tweede interland, op 16 december 1992 tegen Letland, maakte hij zijn eerste doelpunt. In zijn eerste jaren als international was Guardiola niet altijd zeker van een basisplaats. Bondscoach Javier Clemente was geen fan van Guardiola en de verdedigende speelwijze van de Bask weken sterk af van de speelwijze die Guardiola bij FC Barcelona gewend was. Door zijn prominente rol bij FC Barcelona kon Clemente echter moeilijk om hem heen en Guardiola zat dan ook bij de Spaanse selectie voor het Wereldkampioenschap 1994 in de Verenigde Staten. Op dit toernooi speelde hij in twee van de vier wedstrijden van Spanje. Tegen Bolivia benutte Guardiola een strafschop. In de kwartfinale werden de Spanjaarden uitgeschakeld door Italië.
Op 7 september 1994 kwam er een voorlopig einde aan de interlandloopbaan van Guardiola. In een wedstrijd tegen Cyprus wisselde Clemente hem in de tweede helft als enige speler. Guardiola speelde vervolgens twee jaar lang niet voor La Furía Roja, wat Clemente op veel kritiek kwam te staan. Na het Europees kampioenschap 1996, dat voor Spanje teleurstellend verliep, besloot de bondscoach Guardiola opnieuw op te roepen voor het nationaal elftal. Hij maakte op 4 september 1996 tegen Faeröer zijn rentree. Zijn tweede periode als international duurde ongeveer een jaar. Eind 1997 liep Guardiola een zware enkelblessure op, waardoor hij maanden niet kon spelen. Hij was op tijd hersteld voor het Wereldkampioenschap 1998, maar de middenvelder zag af van deelname omdat hij nog niet volledig fit was. Op 27 maart 1999 maakte Guardiola tegen Oostenrijk zijn tweede rentree. Inmiddels was José Antonio Camacho Clemente opgevolgd als Spaans bondscoach.
Camacho zag in Guardiola, samen met Raúl, de centrale figuur van het nationaal elftal en hij benoemde hem tot aanvoerder. Over Raúl, het boegbeeld van FC Barcelona's aartsrivaal Real Madrid CF maar desondanks een goede vriend van Guardiola, zei Guardiola: "Raúl staat altijd op de goede plaats en hij weet precies wat hij moet doen. Raúl maakt altijd de goede keuze. Hij leert ons hoe het spel gespeeld moet worden".
Guardiola behoorde tot de selectie voor het Europees kampioenschap 2000 in Nederland en België en hij was in alle wedstrijden van Spanje basisspeler. Op dit toernooi werd de kwartfinale bereikt. Na zijn vertrek bij FC Barcelona in 2001 speelde Guardiola nog eenmaal voor Spanje, op 14 november 2001 tegen Mexico. Hij leek nog in aanmerking te komen voor een plaats in de Spaanse selectie voor het Wereldkampioenschap 2002, maar een knieblessure maakte dit onmogelijk. Begin mei 2002 blesseerde Guardiola dit gewricht na een forse tackle van Edgar Davids in de competitiewedstrijd van Brescia tegen Juventus FC.
| datum             | tegenstander          | bijzonderheid                            |
| ----------------- | --------------------- | ---------------------------------------- |
| 14 oktober 1992   | Noord-Ierland         | debuut; ingevallen voor Claudio Barragán |
| 16 december 1992  | Letland               | basis; doelpunt                          |
| 24 februari 1993  | Litouwen              | basis                                    |
| 31 maart 1993     | Denemarken            | basis                                    |
| 8 september 1993  | Chili                 | basis                                    |
| 22 september 1993 | Albanië               | ingevallen voor Julen Guerrero           |
| 13 oktober 1993   | Ierland               | ingevallen voor Julio Salinas            |
| 9 februari 1994   | Polen                 | ingevallen voor Fernando Hierro          |
| 23 maart 1994     | Kroatië               | ingevallen voor Fernando Hierro          |
| 2 juni 1994       | Finland               | basis                                    |
| 10 juni 1994      | Canada                | ingevallen voor Julen Guerrero           |
| 21 juni 1994      | Duitsland             | basis; WK                                |
| 27 juni 1994      | Bolivia               | basis; doelpunt (strafschop) ; WK        |
| 9 september 1994  | Cyprus                | basis                                    |
| 4 september 1996  | Faeröer               | basis                                    |
| 9 oktober 1996    | Tsjechië              | ingevallen voor Julen Guerrero           |
| 13 november 1996  | Slowakije             | ingevallen voor Guillermo Amor           |
| 14 december 1996  | Joegoslavië           | basis; doelpunt (strafschop)             |
| 18 december 1996  | Malta                 | basis                                    |
| 12 februari 1997  | Malta                 | basis; doelpunt                          |
| 30 april 1997     | Joegoslavië           | basis                                    |
| 8 juni 1997       | Tsjechië              | basis                                    |
| 11 oktober 1997   | Faeröer               | ingevallen voor Fernando Hierro          |
| 27 maart 1999     | Oostenrijk            | basis                                    |
| 31 maart 1999     | San Marino            | basis                                    |
| 5 mei 1999        | Kroatië               | basis                                    |
| 5 juni 1999       | San Marino            | basis                                    |
| 4 september 1999  | Oostenrijk            | basis                                    |
| 8 september 1999  | Cyprus                | basis                                    |
| 10 oktober 1999   | Israël                | basis                                    |
| 13 november 1999  | Brazilië              | basis                                    |
| 17 november 1999  | Argentinië            | basis                                    |
| 26 januari 2000   | Polen                 | basis                                    |
| 29 maart 2000     | Italië                | basis                                    |
| 3 juni 2000       | Zweden                | basis; doelpunt (strafschop)             |
| 13 juni 2000      | Noorwegen             | basis; EK                                |
| 18 juni 2000      | Slovenië              | basis; EK                                |
| 21 juni 2000      | Joegoslavië           | basis; EK                                |
| 25 juni 2000      | Frankrijk             | basis; EK                                |
| 16 augustus 2000  | Duitsland             | basis                                    |
| 28 februari 2001  | Engeland              | basis                                    |
| 24 maart 2001     | Liechtenstein         | basis                                    |
| 28 maart 2001     | Frankrijk             | basis                                    |
| 25 april 2001     | Japan                 | basis                                    |
| 2 juni 2001       | Bosnië en Herzegovina | basis                                    |
| 6 juni 2001       | Israël                | basis                                    |
| 14 november 2001  | Mexico                | basis; laatste interland                 |

### Catalaans elftal
Guardiola was bovendien aanvoerder van het Catalaans elftal. Hij debuteerde op 24 juni 1995 in een wedstrijd tegen FC Barcelona. De middenvelder speelde uiteindelijk negen wedstrijden voor Catalonië. Op 28 december 2001 speelde Guardiola tegen Chili zijn meest emotionele wedstrijd voor het Catalaans elftal. Het was zijn terugkeer in Barcelona in een periode dat hij voor vermeend nandrolongebruik was geschorst. Op 28 december 2005 speelde Guardiola tegen Paraguay zijn laatste wedstrijd voor Catalonië.
| datum            | tegenstander | bijzonderheid         |
| ---------------- | ------------ | --------------------- |
| 24 juni 1995     | FC Barcelona | basis                 |
| 22 december 1998 | Nigeria      | basis                 |
| 23 december 1999 | Joegoslavië  | basis                 |
| 22 december 2000 | Litouwen     | basis                 |
| 28 december 2001 | Chili        | basis                 |
| 28 december 2002 | China        | basis                 |
| 28 december 2003 | Ecuador      | basis                 |
| 25 juni 2004     | Brazilië     | ingevallen voor Jordi |
| 28 december 2005 | Paraguay     | ingevallen voor Roger |

## Loopbaan als trainer

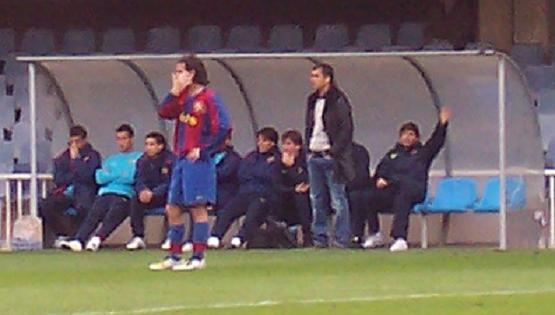
Guardiola als trainer van FC Barcelona B, hier staand voor zijn dug-out in de wedstrijd tegen CF Vilanova i la Geltrú in februari 2008.

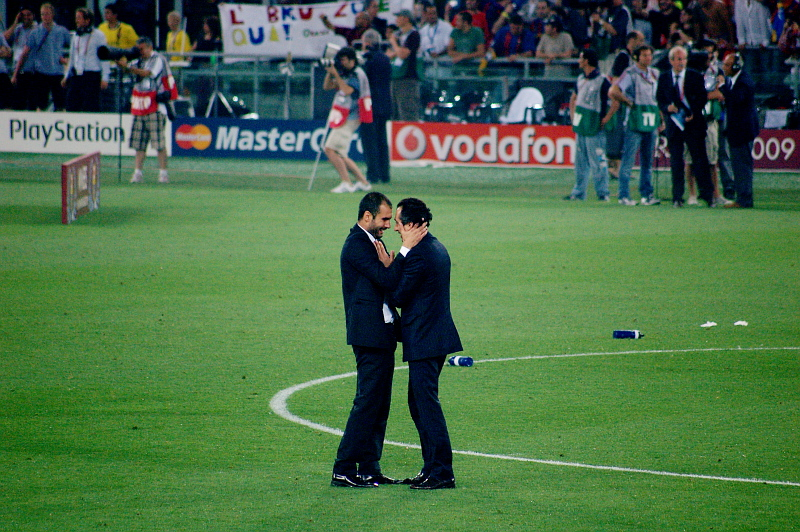
Guardiola en Manuel Estiarte, voormalig waterpolo-speler, goede vriend van Guardiola en directeur externe relaties van FC Barcelona, na de Champions League-finale van 2009.

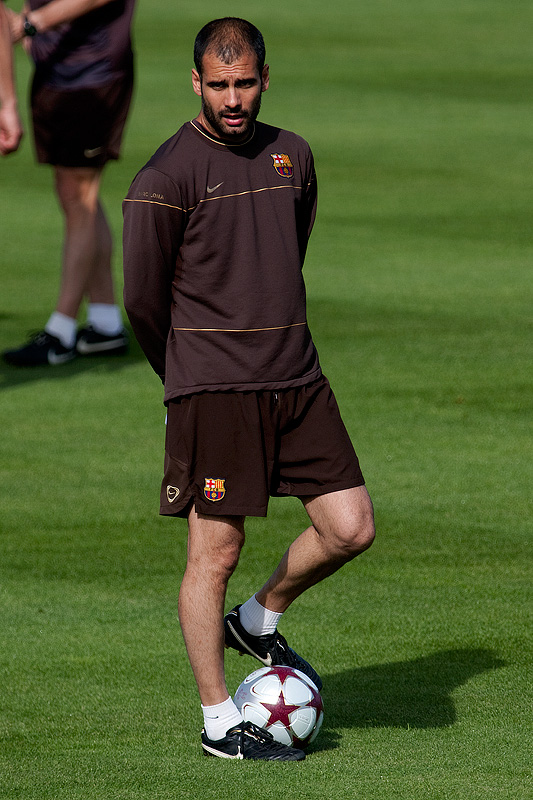
Guardiola op het trainingsveld.

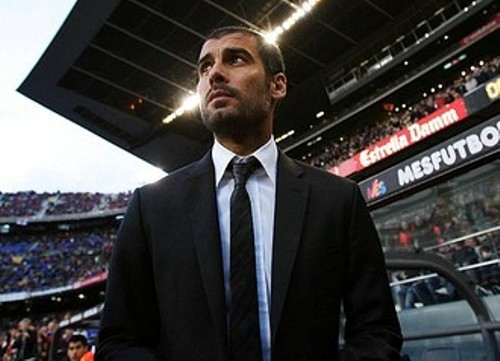
Guardiola in Camp Nou.

### FC Barcelona B
In de zomer van 2005 volgde Guardiola samen met verschillende andere oud-profvoetballers in Madrid een verkorte opleiding voor "voetbaltrainer nationaal", waarmee hij de bevoegdheid verkreeg om clubs in de Primera División te gaan trainen. Guardiola bereikte op 21 juni 2007 een akkoord met FC Barcelona om vanaf het seizoen 2007/08 FC Barcelona B, destijds uitkomend in de Tercera División, te gaan trainen met Tito Vilanova als zijn assistent. Hij volgde hiermee Enrique Álvarez Costas op. Guardiola startte als trainer met een 0-0 gelijkspel tegen CE Premià. Tijdens de tweede speelronde van de Tercera División behaalde hij zijn eerste overwinning, 4-2 tegen CF Balaguer. Uiteindelijk werd FC Barcelona B op de slotdag kampioen van de Tercera División Grupo 5. Als trainer van FC Barcelona B werd Guardiola tweemaal weggestuurd door de scheidsrechter, beide keren in een wedstrijd tegen AEC Manlleu. Tijdens de eerste wedstrijd maakte hij scheidsrechter Navarro Jiménez uit voor "barrut, pocavergonya i xulo" ("brutaal, schaamteloos en verwaand").
In september 2007 was Guardiola assistent van Frank Rijkaard bij het eerste elftal in de wedstrijden voor de Copa Catalunya tegen Girona en Gimnàstic de Tarragona, toen meerdere spelers van het B-elftal meespeelden.

### FC Barcelona
Op 8 mei 2008 werd bekendgemaakt dat Guardiola aangesteld was als nieuwe hoofdtrainer van FC Barcelona vanaf juli 2008, als vervanger van Rijkaard. Bij zijn officiële presentatie op 17 juni 2008 zei Guardiola: "In de eerste plaats wil ik de mensen bedanken die vertrouwen in mij hebben getoond. Ik begrijp dat er twijfels kunnen bestaan over mij en mijn ervaring. Ik heb weinig ervaring aangezien ik 37 jaar oud ben. Ik weet dat ik hier ben vanwege mijn verleden als Barcelona-speler. Ik denk echter dat de twijfels zullen verdwijnen na een paar maanden, want ik ben overtuigd van mijn kunnen. Toen Txiki mij de baan aanbood, voelde ik me er klaar voor, anders had ik het aanbod niet geaccepteerd aangezien ik te veel respect heb voor deze club. Ik vraag niet om tijd of honderd dagen om me te bewijzen. Ik weet hoe het gaat bij de club. We moeten sterk zijn vanaf de eerste dag. Ik zou prijzen kunnen beloven, maar dat zou fout zijn. Ik ben ervan overtuigd dat men erg trots op ons zal zijn". Guardiola kondigde bij zijn presentatie bovendien aan dat Ronaldinho, Deco en Samuel Eto'o, de buitenlandse sterren uit de periode van Rijkaard, niet langer gewenst waren. Ronaldinho en Deco vertrokken kort na de komst van Guardiola, Samuel Eto'o bleef uiteindelijk nog een seizoen bij FC Barcelona. De eerste officiële wedstrijd onder zijn leiding werd door FC Barcelona met 4-0 gewonnen van Wisła Kraków in de derde voorronde van de UEFA Champions League.
Guardiola kende een uiterst succesvol debuutjaar als trainer van FC Barcelona met de eerste treble voor FC Barcelona ooit, bestaande uit de landstitel, de Copa del Rey en de UEFA Champions League. Met de behaalde landstitel werd Guardiola de derde die dit als speler en als trainer van FC Barcelona presteerde, na Josep Samitier en Johan Cruijff. De winst tegen Athletic Bilbao in de bekerfinale betekende de eerste Copa del Rey in elf jaar voor FC Barcelona. De UEFA Champions League werd gewonnen door een 2-0-overwinning op Manchester United. Guardiola was de zesde die de Europacup I/UEFA Champions League zowel in zijn trainersloopbaan als in zijn spelersloopbaan wist te winnen, na Miguel Muñoz (Real Madrid), Giovanni Trapattoni (AC Milan/Juventus), Johan Cruijff (Ajax/FC Barcelona), Carlo Ancelotti (AC Milan) en Frank Rijkaard (AC Milan/Ajax/FC Barcelona). Guardiola over de spelopvatting van FC Barcelona onder zijn leiding in de finale: "Er is niets gevaarlijker in het voetbal dan geen risico durven nemen. Zonder bal zijn we een verschrikkelijk team, daarom moeten we per se de bal in de ploeg hebben. We willen superieur in balbezit zijn." Guardiola gebruikte een speciale manier om zijn spelers te motiveren voor de finale: een zeven minuten durend filmpje geïnspireerd op de film Gladiator met de aria Nessun dorma. De film werd gemaakt door Santi Padró, een vriend van Guardiola bij de Catalaanse zender TV3, met als voorwaarde van Guardiola dat alle selectiespelers erin voorkwamen. De film werd na de warming-up aan de spelers vertoond en zou later door TV3 worden uitgezonden.
Op weg naar de finale werd Guardiola in de wedstrijd tegen Bayern München door scheidsrechter Howard Webb weggestuurd, nadat de trainer reageerde met "You're crazy" toen Webb weigerde een strafschop toe te kennen na een overtreding op Lionel Messi. Na afloop van de wedstrijd reageerde Guardiola hierop met: "Ik heb mijn hart laten spreken, en niet mijn hoofd. Dit mag een verantwoordelijke voor een club als Barcelona niet overkomen. Ik heb een slecht voorbeeld gegeven, ik was niet in staat om me in te houden. Zelfs een blinde kon zien dat dit een zuivere strafschop was."
Zijn Cruijffiaanse opvattingen bedachten een nieuwe variatie op het totaalvoetbal, waardoor FC Barcelona het tiki-taka speelstijl ging ontwikkelen. Door zijn verbeterde versie van het zogeheten Dream Team, werd in de voetballerij gezien als De spirituele zoon van Johan Cruijff.
Ondanks de successen bleef Guardiola uiterst bescheiden over zijn inbreng en hij vond dat zijn spelers alle lof toe hoorde te komen. Na de gewonnen bekerfinale verklaarde hij: "Dit is een van de mooiste dagen van mijn leven. Ik geef alle complimenten aan de spelers. Ze zijn fantastisch. Wij als trainingsstaf hebben het geluk met zo een selectie te mogen werken. Ze voeren alle ideeën van welke trainer die er dan ook maar voor de groep staat prima uit. Ze hebben een exceptionele wedstrijd gespeeld tegen een goede ploeg met een grote schare fans." Na de behaalde landstitel reageerde Guardiola: "Alle verdiensten schuif ik door naar de spelers. Het sleutelwoord is talent en de overgave van de spelers. Met andere spelers had ik geen kampioen geworden, maar zij met een andere trainer wel." In mei 2009 werd Guardiola genomineerd voor de Premio Príncipe de Asturias de los Deportes, een jaarlijks prijs gewijd aan prestaties in de sport, waarna hij wederom bescheiden reageerde. "Ik denk dat het een zeer prestigieuze prijs is die men uitreikt aan personen die een uitzonderlijke prestatie hebben verricht gedurende lange tijd en ik ben nog maar kort bezig. Ik ben oprecht dankbaar maar ik denk dat er een beetje overdreven wordt." Uiteindelijk werd de nominatie uitgebreid tot FC Barcelona als team, maar de prijs zou uiteindelijk naar Jelena Isinbajeva gaan.
Aan het begin van het seizoen 2009/10 evenaarde FC Barcelona onder leiding van Guardiola de prestatie van "Barça Cinc Copes", een team uit de jaren vijftig met onder meer Ladislao Kubala, door met de winst van de Supercopa de España en de UEFA Super Cup het aantal prijzen in één kalenderjaar op vijf te brengen. In december 2009 volgde ook nog de FIFA Club World Cup. Voorafgaand sprak Guardiola zijn spelers toe met de woorden: "Als we verliezen, zijn we nog steeds het beste team ter wereld. Als we winnen, zijn we eeuwig!"
Na de zes prijzen van 2009, bleef FC Barcelona in de jaren die volgden succesvol onder leiding van Guardiola met nog twee landskampioenschappen (2010, 2011), de Supercopa (2010,2011), de UEFA Champions League (2011), de UEFA Super Cup (2011) en de FIFA Club World Cup (2011). Johan Cruijff noemde het kampioensteam onder leiding van Guardiola een verbeterde versie van het fameuze Dream Team.
Op 27 april 2012 werd bekendgemaakt dat Guardiola aan het einde van het seizoen zou vertrekken bij FC Barcelona wegens oververmoeidheid. Guardiola gaf aan dat hij een tijd afstand wilde nemen van het voetbal. "Het was geen gemakkelijke beslissing. Na vier jaar voel ik me leeg. Vier jaar is een eeuwigheid als trainer van Barça. Het is erg veeleisend geweest en een coach moet sterk zijn en in staat zijn die energie over te brengen op de spelers. Toen ik begon als coach van Barça zat ik vol passie, maar die is er nu niet meer. Ik moet me opladen en zal dat gaan doen door te rusten. Het zou niet goed zijn voor mij en de spelers als ik door zou gaan. Ik heb het grote voorrecht gehad deze groep spelers te coachen. Ze hebben me plezier in het werk gegeven en ik moet hen bedanken omdat ze zoveel ideeën in de praktijk hebben gebracht. Ik vertrek met het gevoel goed werk te hebben geleverd en ik ben trots op wat ik hier heb bereikt. Ik heb vrede met mijn besluit. Op termijn zal ik doorgaan als coach, maar op het moment wil ik even niets nieuws." Voorzitter Sandro Rosell was lovend over de vertrekkende Guardiola: "Ik ben eeuwig dankbaar voor de vreugde die hij de club heeft gegeven, voor alles wat hij voor Barça heeft gedaan, voor het perfectioneren van een voetbalsysteem dat nooit meer in twijfel getrokken kan worden, voor het vertegenwoordigen van de club op een voorbeeldige wijze, voor al je toewijding. Hij was de beste coach in de clubgeschiedenis. Zijn grootste prestatie is niet een bepaald kampioenschap, maar het geven van een gevoel van trots aan de clubs en de supporters. De club is volwassener en meer verenigd dan ooit, wat de basis moet vormen voor een goede toekomst." Tito Vilanova, gedurende vijf seizoenen de assistent van Guardiola, volgde hem op als hoofdtrainer van FC Barcelona.

### Bayern München

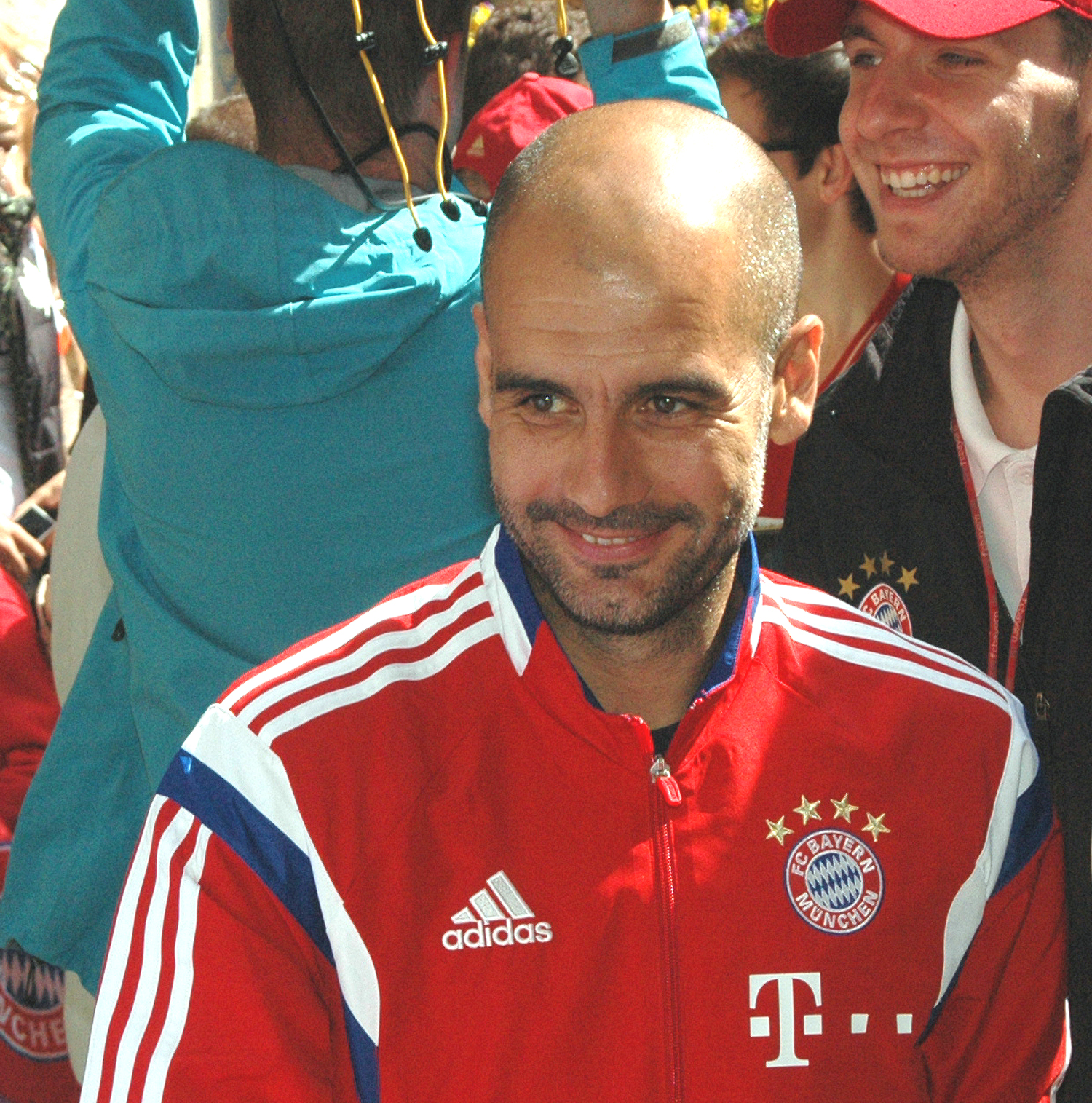
Guardiola als trainer van Bayern Munchen

Begin 2013 werd bekendgemaakt dat Guardiola met ingang van het seizoen 2013/14 Jupp Heynckes opvolgde als trainer van Bayern München. In augustus won hij direct de UEFA Super Cup. Guardiola investeerde 62 miljoen euro aan nieuwe spelers. Dit resulteerde aan het einde van zijn eerste seizoen in Guardiola's eerste landskampioenschap als trainer in Duitsland en Münchens tweede op rij. Hij prolongeerde die titel met de club een jaar later. In de drie seizoenen van Guardiola bij Bayern, werd de club drie keer op rij in de halve finale van de UEFA Champions League uitgeschakeld. Op 20 december 2015 werd duidelijk dat Guardiola zijn tot juni 2016 doorlopende contract niet ging verlengen. Bayern maakte bekend dat de Catalaan door Carlo Ancelotti opgevolgd zou worden. Bij Bayern München gebruikte Pep niet alleen meer het vermaard 4-1-4-1 systeem. Steeds meer gebruikte hij een systeem met 3 verdedigers of met "inverted" backs. Hierdoor werd het spel steeds attractiever en verrassender voor tegenstander en publiek.

### Manchester City
In februari 2016 kwam naar buiten dat Guardiola met ingang van seizoen 2016/17 trainer werd van Manchester City. Hij tekende voor drie seizoenen. Onder zijn leiding werd Manchester City gedurende het seizoen 2017/18 voor het eerst sinds 2013/14 weer landskampioen. De ploeg stond na 33 van de 38 speelronden zestien punten voor op Manchester United en was op dat moment niet meer te achterhalen. Vlak na afloop van het successeizoen verlengde Guardiola zijn contract met de club tot medio 2021. Naar verluidt ging de Catalaan 25 miljoen euro per jaar verdienen. Zijn ploeg verbeterde diverse records in het Premier League-seizoen 2017/18: de meeste punten (100), de meeste goals (106), de meeste overwinningen (32) en het beste doelsaldo (+79) ooit. In de UEFA Champions League reikte Manchester City in de eerste vier seizoenen onder leiding van Guardiola nooit verder dan de kwartfinale. In 2020/21 werd de finale wel bereikt, maar niet gewonnen. In 2021/22 werd de halve finale bereikt. In het seizoen 2022/23 won hij de UEFA Champions League met een 1-0 overwinning op Internationale, waardoor zijn tweede treble compleet werd. Op 16 augustus 2023 werd onder leiding van Guardiola voor het eerst in de clubhistorie de UEFA Super Cup gewonnen. In de reguliere speeltijd leverde de wedstrijd na een 1–1 gelijkspel geen winnaar op; de strafschoppenserie werd met 5–4 gewonnen van UEFA Europa League-winnaar Sevilla.

## Erelijst
Als speler
 FC Barcelona B
- Segunda División B: 1990/91

 FC Barcelona
- Europacup I: 1991/92
- UEFA Cup Winners' Cup: 1996/97
- Europese Supercup/UEFA Super Cup: 1992, 1997
- Primera División: 1990/91, 1991/92, 1992/93, 1993/94, 1997/98, 1998/99
- Copa del Rey: 1996/97, 1997/98
- Supercopa de España: 1991, 1992, 1994, 1996

 Spanje onder 23
- Olympische Zomerspelen: 1992

Individueel als speler
- Bravo Award: 1992
- Olympische Zomerspelen – Beste Spaanse Speler: 1992
- UEFA Europees Kampioenschap Team van het Toernooi: 2000

Als trainer
 FC Barcelona B
- Tercera División: 2007/08

 FC Barcelona
- UEFA Champions League: 2008/09, 2010/11
- UEFA Super Cup: 2009, 2011
- FIFA Club World Cup: 2009, 2011
- Primera División: 2008/09, 2009/10, 2010/11
- Copa del Rey: 2008/09, 2011/12
- Supercopa de España: 2009, 2010, 2011

 Bayern München
- FIFA Club World Cup: 2013
- UEFA Super Cup: 2013
- Bundesliga: 2013/14, 2014/15, 2015/16
- DFB-Pokal: 2013/14, 2015/16

 Manchester City
- Premier League: 2017/18, 2018/19, 2020/21, 2021/22, 2022/23, 2023/24
- FA Cup: 2018/19, 2022/23
- EFL Cup: 2017/18, 2018/19, 2019/20, 2020/21
- FA Community Shield: 2018, 2019, 2024
- UEFA Champions League: 2022/23
- UEFA Super Cup: 2023
- FIFA Club World Cup: 2023

Individueel als trainer
- Premio Don Balón: 2009, 2010
- Miguel Muñoz Trofee: 2008/09, 2009/10
- Onze d'Or Trainer van het Jaar: 2009, 2011, 2012
- World Soccer Wereldtrainer van het Jaar: 2009, 2011
- World Soccer Grootste Trainer Aller Tijden (plek 5): 2013
- France Football Grootste Trainer Aller Tijden (plek 18:) 2013
- IFFHS Beste Clubtrainer van de Wereld: 2009, 2011
- UEFA Team van het Jaar (beste trainer): 2008/09, 2010/11
- La Liga Trainer van het Jaar: 2009, 2010, 2011, 2012
- FIFA Wereldtrainer van het Jaar: 2011
- Globe Soccer Awards Trainerscarrière: 2013
- Globe Soccer Awards Trainer van de Eeuw: 2020
- Premier League Trainer van de Maand: februari 2017, september 2017, oktober 2017, november 2017, december 2017, februari 2019, april 2019, januari 2021, februari 2021
- Premier League Trainer van het Seizoen: 2017/18, 2018/19
- LMA Trainer van het Jaar: 2017/18
- League Managers Association (LMA) Hall of Fame

Onderscheidingen
- Koninklijke Orde van Sportverdienste (Gouden Medaille): 2010
- Catalaan van het Jaar: 2009

## Eerbewijs
- In zijn geboorteplaats Santpedor ligt het Camp d'Esports Municipal "Josep Guardiola". Dit naar Guardiola vernoemde sportstadion werd op 21 april 2007 officieel geopend met een wedstrijd tussen de lokale voetbalclub FC Santpedor en Amics de Josep Guardiola, een elftal met Guardiola en vrienden. Onder meer Sergi Barjuán, Luis Enrique Martínez García, Albert Ferrer, Miguel Ángel Nadal en Guillermo Amor speelden mee.[45]
- In 2012, 2016 en 2019 werd Guardiola onderscheiden als Catalaans Trainer van het Jaar.[46]

## Persoonlijk leven
Guardiola werd geboren als zoon van Dolors en Valentí. Hij heeft twee oudere zussen en een jongere broer, Pere Guardiola, een voetbalmakelaar. Hij is een atheïst. Guardiola ontmoette zijn vrouw Cristina Serra toen hij 18 was. Ze trouwden op 29 mei 2014. Ze kregen drie kinderen: Maria, Màrius en Valentina. Serra en Guardiola gingen in 2025 uit elkaar.
Op 24 mei 2023 maakte Guardiola een gastoptreden in Ted Lasso, waarin Ted Lasso's (gespeeld door Jason Sudeikis) team, AFC Richmond, tegen Manchester City speelt en wint. Guardiola schudt Lasso de hand na de nederlaag van City en geeft hem een advies, waarop Lasso positief reageert. Guardiola is naar verluidt fan van de serie en keek er graag naar met zijn vrouw en dochter.